# 나다니엘 카트멜

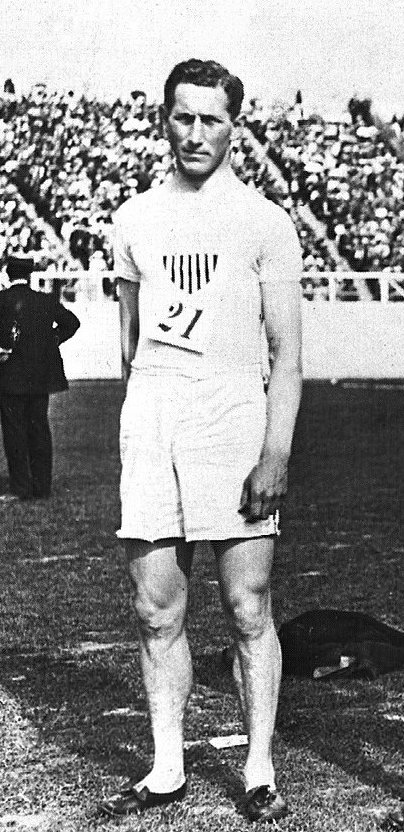

나다니엘 카트멜(Nathaniel Cartmell, 본명: 나다니엘 존 카트멜, Nathaniel John Cartmell, 1883년 1월 13일 – 1967년 8월 23일)은 "Nat"과 "Nate"로도 알려져 있으며 두 번의 올림픽에서 메달을 획득한 미국의 운동 선수이다. 중요한 것은 카트멜이 1908년 런던 올림픽에서 올림픽 금메달을 획득한 최초의 인종적으로 통합된 남자 혼영 계주 팀에 속했다는 것이다. 카트멜은 카트멜의 동료 펜실베니아 대학 졸업생이자 전 팀 동료인 존 테일러 (육상 선수)(최초의 흑인 선수)가 팀을 구성하는 데 도움을 주었다. 카트멜은 노스캐롤라이나 타 힐스 남자 농구팀의 첫 번째 감독으로도 알려져 있다.